# 埃爾羅德 (阿拉巴馬州)
埃爾羅德（英語：Elrod）是位於美國阿拉巴馬州塔斯卡盧薩縣的一個非建制地區。該地的面積和人口皆未知。

## 地理
埃爾羅德的座標為33°15′22″N 87°47′32″W / 33.25611°N 87.79222°W，而該地的平均海拔高度為75米（即246英尺）。